# Avril 1855

## Événements
- En France :
  - l'empereur Napoléon III et sa femme Eugénie reçoivent un accueil triomphal à Londres (du 16 au 21);
  - ouverture de la ligne de chemin de fer Lyon-Valence, permettant la liaison directe entre Paris et Montpellier.

- 7 avril : soutenu par le roi Georges de Tonga, Cakobau remporte une victoire définitive sur les autres tribus lors de la bataille de Kaba et devient le chef des îles Fidji.
- 18 avril : le roi du Siam Rama IV signe un accord commercial avec le Royaume-Uni[1].
- 28 avril : Napoléon III échappe à la tentative d'assassinat de Giovanni Pianori. Ce carbonaro, originaire des États pontificaux, tira deux coups de pistolet en direction de l'empereur aux Champs-Élysées. Arrêté et condamné à mort le 7 mai il sera guillotiné le 14.

## Naissances
- 17 avril : Paul Liot, peintre français († 9 septembre 1902).
- 22 avril : Jean-Marc Bel, explorateur et géologue français († 16 janvier 1931).
- 27 avril : Hans Olde, peintre allemand († 25 octobre 1917).
- 28 avril : José Malhoa, peintre portugais († 26 octobre 1933).

## Décès
- 10 avril : Ernst Ferdinand Oehme, peintre allemand (° 23 avril 1797).
- 13 avril : Henry De la Beche, géologue britannique
- 18 avril : Jean-Baptiste Isabey, peintre français